# Pensat i Fet

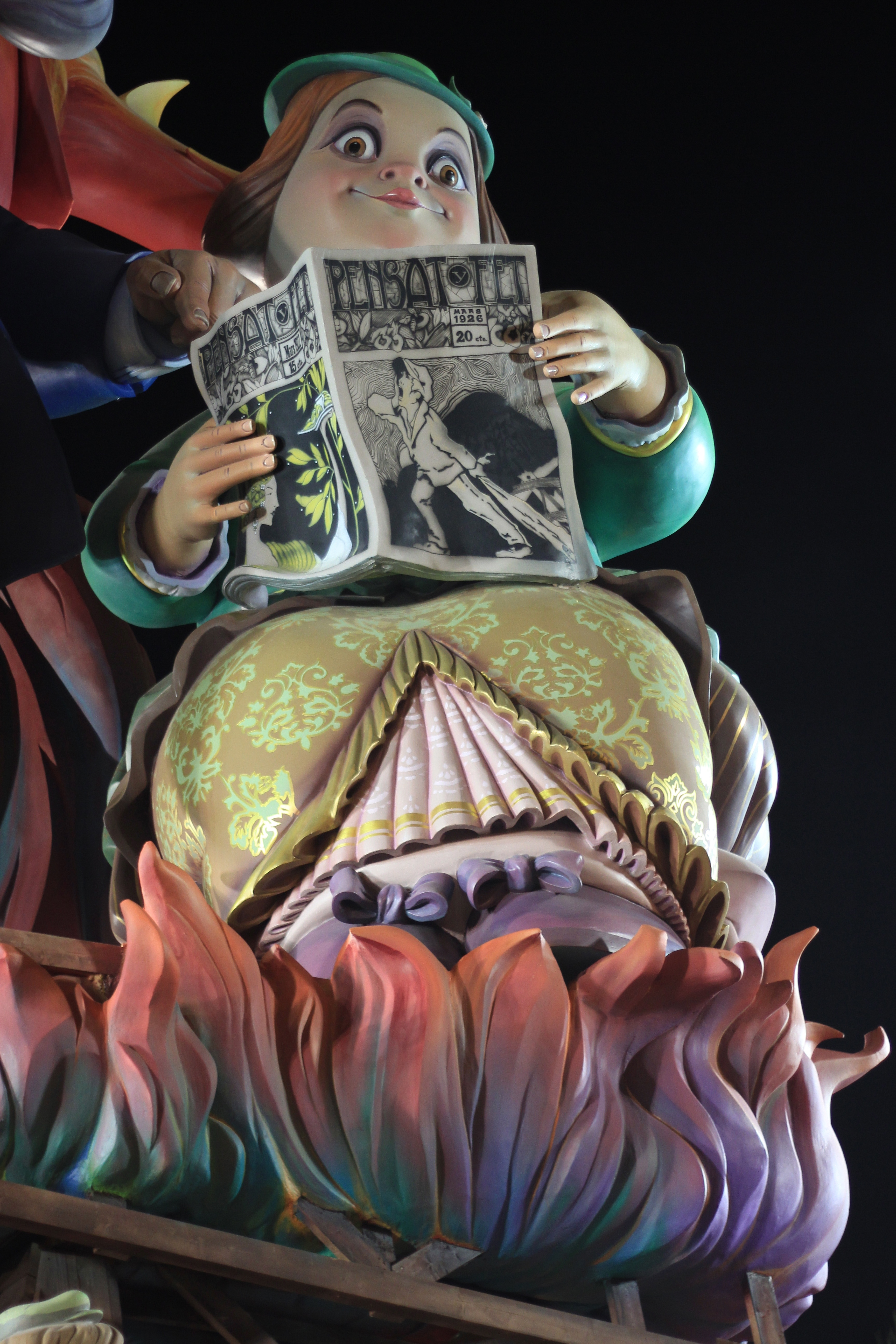
La Falla del Ayuntamiento de 2012 estaba dedicada a la revista.

Pensat i Fet fue una revista fallera editada en Valencia entre los años 1912 y 1972. Estuvo creada originariamente por el Grupo 'Pensat i Fet', formado por Francesc Ramil, Ricard Sanmartín Bargues y José María Esteve.
El primer número es del 1912 (19 de marzo) y se publicó hasta el 1972, interrumpida durante los años de guerra, pues entre 1937 y 1939 muy pocas fallas fueron plantadas. El 1923 tenía una tirada  de 20.000 ejemplares. Su fidelidad a la lengua de los valencianos se concretaba en el cultivo del idioma siguiendo criterios de depuración ortográfica y superación literaria. No cayó nunca en el bilingüismo, de hecho el 1945 optó para publicar en verso toda ella para desafiar la prohibición franquista de incluir prosa en valenciano; el 1946 prefirió no salir a los quioscos antes de que aparecer con algunos textos en castellano;y en sus páginas supo aglutinar desde Joan Fuster y Carles Salvador hasta Xavier Casp y Miquel Adlert.
El año 1940  colaboraron entre otros: Xavier Casp, Josep Monmeneu y Gomeç (presidente de Lo Rat Penat), Vicent Casp y Verger, Miquel Adlert Noguerol y Eduard L. Chavarri.
El valor cultural de la revista Pensat i Fet se debe al buen hacer de combinar la cultura, el humor, la sátira y las fallas dando lugar a un producto de calidad que conectó con un público que disfrutaba con los contenidos de las Fallas, que se convertirán en la fiesta más representativa de la ciudad de Valencia.
Fue recuperada en 1995 por el editor Eliseu Climent.
Desde 1995 Edicions del País Valencià edita cada año un número del Pensat i Fet y de La Traca, el suplemento satírico que siempre acompaña la revista.
El año 2006, de la mano del nuevo coordinador Jaume Monzó, Pensat i Fet emprendió un nuevo rumbo, convirtiéndose en una revista de actualidad fallera. Con todo, en 2009 se dejó de editar debido a la crisis económica.
En 2012, se cumplió el centenario de la publicación en 1912 del primer número de la revista Pensat i Fet, considerada un referente cultural en la historia de las fallas de Valencia; esto llevó a la Associació d'Estudis Fallers y Faximil Edicions Digitals a proceder a la digitalización completa de la revista en su primera época, es decir, hasta el año 1972, y el trabajo llevará también un estudio introductorio.
El Ayuntamiento de Valencia, en las fallas de 2012, rindió homenaje en su centenario a la revista, que ha pasado a la historia por su defensa del valenciano en el franquismo, por unas Fallas más críticas que estéticas y para acercar la cultura a la fiesta.